# العلاقات الألمانية المغربية
العلاقات المغربية الألمانية (بالألمانية: Deutsch-marokkanische Beziehungen) هي علاقات ثنائية بين المغرب وألمانيا. تأسست سنة 1784 حين عين الإمبراطور فريدريك الأكبر قنصله في المغرب خلال فترة حكم محمد الثالث.

## تاريخ
بدأت العلاقات المغربية الألمانية سنة 1506، حيث أنشئت فروع تجارية ألمانية في ميناء آسفي بالمغرب. ومنذ عام 1781 بدأت المحادثات بين المغرب ومدينة بريمن الألمانية من أجل عقد اتفاقية تجارية. أما التوقيع على أول اتفاقية بين المغرب ومدينة هامبورغ لتنظيم سير السفن في الموانئ المغربية فكان في عام 1802، تبعه بعدها بعدة أعوام إبرام اتفاقية مشابهة مع مدينة لوبك. وكانت التجارة أول الطريق الذي جذب الأكاديميون بعد ذلك لاستكشاف المنطقة، فبدأت الرحلات الاستكشافية والسياحية الغربية تتجه إلى مدن المغرب منذ مطلع القرن التاسع عشر. كان لتلك الرحلات دوراً كبيراً في التعريف بالثقافة المغربية بين الألمان عبر ما نشره العائدون من البعثات. من بين هذه الرحلات، بعثة معهد «يوستوس بيرتس فون جوتا» عام 1854 ورحلة الأطباء التي شارك فيها جرهارد ورلفز، ونشر في عام 1873 كتابه رحلتي الأولى إلى المغرب. اتسع الاهتمام الأكاديمي بالمغرب ليجذب معه الاهتمام السياسي والاقتصادي بالمنطقة، فقد أدركت ألمانيا ضرورة إرسال ممثل دبلوماسي لها بالمغرب. وبادر المستشار الألماني بسمارك باتخاذ قرار بفتح القنصلية الألمانية بطنجة. لكن قرار تعيين فون جوليش بمهمة تمثيل ألمانيا لدى البلاط الملكي المغربي، صادفه وفاة السلطان المولى محمد بن عبد الرحمن، فتأجل إرسال قنصلها في انتظار تنصيب السلطان الحسن الأول. عندها عرض كوليش على السلطان مساعدة ألمانيا لتكوين جيش مغربي عصري وتزويده بالعتاد الحربي والقيام بإصلاحات أخرى تهم خطوط السكك الحديدية والتلغراف، بيد أنه تغير وجاء بدلاً منه تيودور ويبر الذي يجيد اللغة العربية في شهر أكتوبر من نفس العام، ووجه اهتمامه الأكبر إلى تنظيم القنصلية الألمانية في طنجة وتزويدها بأطر جديدة وكتاب ومساعدين.

### الرحلات الاستكشافية
قرر السلطان الحسن إنشاء قنصلية مغربية بألمانيا في مايو 1878، وبدأت تتزايد المصالح الألمانية بالمغرب، وبدأ المغرب بدوره يحتاج إلى بعض المواد المصنعة والأسلحة اللازمة لتحديث جيشه، وكانت أسلحة كروب الألمانية أشهر المدفعيات في ذلك الوقت، فانتقلت القنصلية إلى مدينة بريمن، حيث يوجد مصنع كروب. وسعت القنصلية المغربية إلى إبرام معاهدات تجارية مع ألمانيا وإرسال بعثة عسكرية، ولبى المبعوث التجاري الألماني احتياجات المغرب. ورداً على هذا الاهتمام المغربي أرسل الإمبراطور فيلهلم الثاني السفير تاتنباخ، صاحب الدور البارز في إعطاء بعد جديد للعلاقات الألمانية المغربية، عبر اتفاقية فاس- أول اتفاقية تجارية ألمانية مغربية- التي أبرمها في عام 1890. وبعد انتهاء مهمة تاتنباخ سنة 1896 تبعه شنك ثم فون مانتزينجن. وتوجت العلاقات المغربية الألمانية خلال هذه الحقبة بزيارة الإمبراطور الألماني فيلهلم الثاني لطنجة في 31 مايو 1905، إبان الجولة التي كان يعتزم القيام بها في البحر الأبيض المتوسط بهدف التعبير عن انشغال ألمانيا بالقضية المغربية وتوصيل تلك الرسالة للقوى الاستعمارية خاصة مع تزايد الأطماع الفرنسية والبريطانية حول المغرب. لكن هذا لم يمنع احتلال فرنسا للمغرب الذي استمر حتى عام 1956.

## العلاقات الحديثة

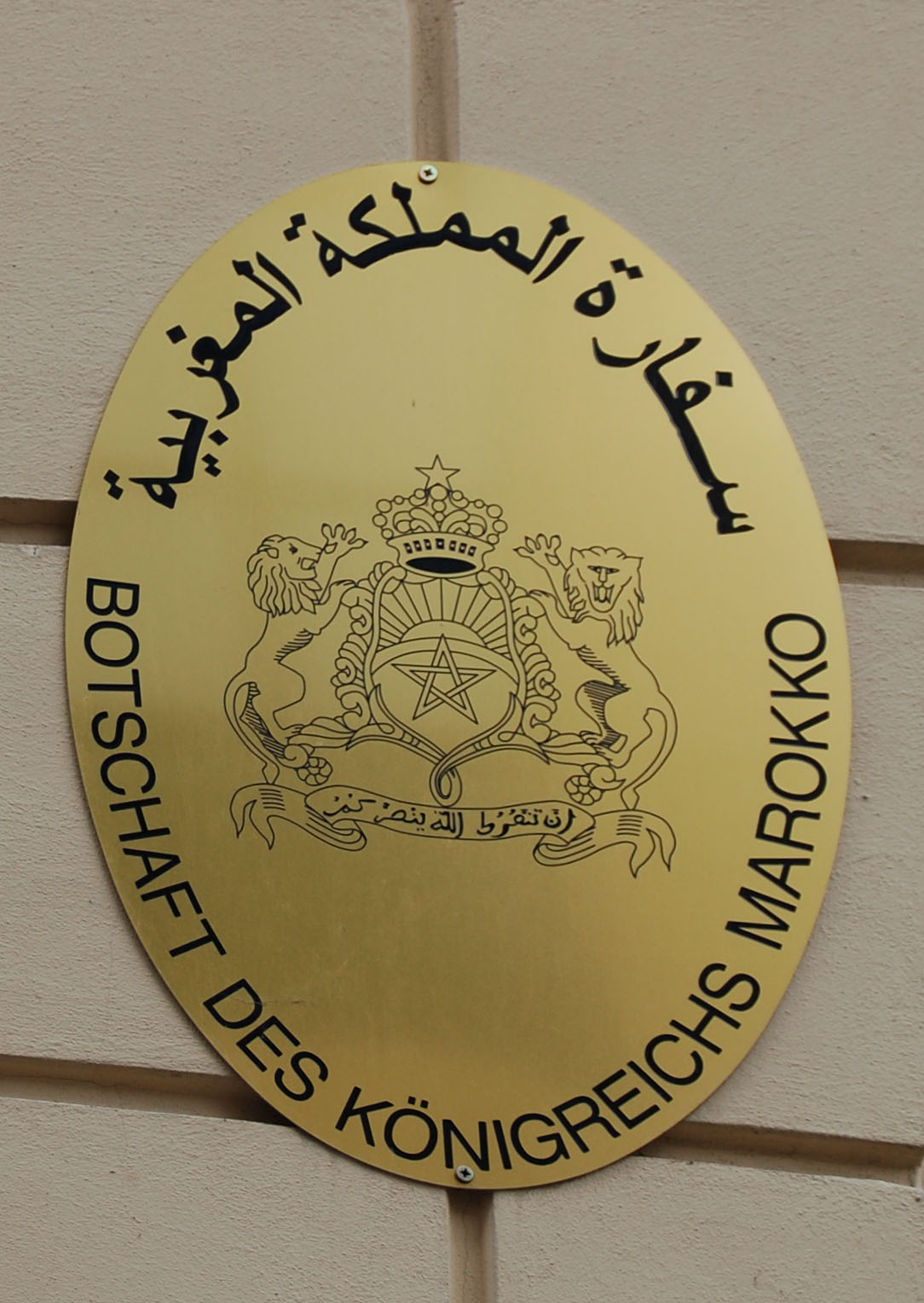
شعار سفارة المملكة المغربية ببرلين

في سنة 1937 نددت ألمانيا بالأساليب الفرنسية لقمع الحركة الوطنية المغربية، كما استطاعت الجمعيات الإسلامية في ألمانيا أن تجذب الطلبة المغاربة إليها قصد الدراسة في ألمانيا والتنسيق بين أعضاء الحركة الوطنية محمد بلحسن الوزاني ومحمد المكي الناصري وعبد السلام بنونة الذين تعاطفوا مع ألمانيا حيث أعرب أحمد بلفريج مثلا عن ذلك.
وفي 11 نونبر 1942 أعرب القنصل الألماني في تطوان بعد ثلاثة أيام من إنزال قوات الحلفاء في المغرب عن نوايا ألمانيا تجاه المغرب، حيث رفضت الحكومة الألمانية أن تصدر بيانا بشأن استقلال المغرب على غرار البيان الذي صدر عن دولتي المحور بشأن استقلال دول المشرق العربي، وفي هذه الأثناء أبدى التهامي الكلاوي باشا مراكش استعداده للتحالف مع خليفة السلطان في الريف والتعاون مع ألمانيا، كما اتصل السلطان المغربي المخلوع المولى عبد العزيز بأحد ضباط الاستخبارات الألمانية في طنجة وأبلغه أن ألمانيا أصبحت تتمتع بتعاطف قوي من الشعب المغربي محفزا إياها للخروج عن تحفظها وتصدر تصريحا تعترف بموجبه باستقلال المغرب، وقد أكد عبد الخالق الطريس نفس الملتمس للقنصل الألماني في تطوان في نوفمبر 1942 مبديا استعداده للتعاون مع ألمانيا والسفر إلى برلين لتأسيس لجنة مغربية تتعاون مع الزعماء العرب المقيمين هناك.

### بعد الحرب
بعد حصول المغرب على استقلاله، سرعان ما عادت العلاقات الثنائية بين ألمانيا والمغرب، وتوسعت لتخرج عن النطاق التجاري وتشمل التعاون السياسي والدبلوماسي. يتمثل التعاون اليوم في جوانب كثيرة من بينها التعاون الثقافي، كما يتمثل أيضاً في الجالية المغربية الكبيرة التي تحيا في ألمانيا.
قيام ألمانيا الإتحادية بالموافقة على تحمل المسؤوليات القانونية المترتبة على ألمانيا النازية بغية التكفير عن «خطيئة» النازية تجاه اليهود، ترك تأثيرات سلبية كبيرة على الجانب العربي. وللإشارة فإن ألمانيا الإتحادية التي قامت إثر انهيار ألمانيا النازية سنة 1949 ظلت تحت سيطرة القوى الحليفة الغربية المنتصرة في الحرب العالمية الثانية، وكانت حرية الحركة السياسية والقانونية للسلطة الألمانية الإتحادية محدودة جدا وخاصة ضمن مجال العمل في الشؤون السياسية الخارجية المرتبط بالقوات الحليفة. وقد حدد ادناور كونراد عقب انتخابه مستشارا إتحاديا في سبتمبر 1949 في البيان الحكومي الأول لجمهورية ألمانيا الإتحادية هدفين مهمين ستعمل حكومته على تحقيقهما، وهما: الاندماج بالغرب، وإعادة توحيد ألمانيا. كما أن سياسة عدم الاعتراف بجمهورية ألمانيا الديمقراطية كانت إحدى الأولويات السياسية لألمانيا الإتحادية حتى عام 1965، وقد أقرت من أجل ذلك مبدأ «هالشتاين- Hall Stein» الذي يعتبر إقامة أي علاقة مع جمهورية ألمانيا الديمقراطية من قبل أي دولة ثالثة بأنه عمل غير ودي ويعطي لألمانيا الإتحادية الحق في فرض عقوبات تصل إلى قطع العلاقات الديبلوماسية مع تلك الدولة الثالثة.
عرفت هذه العلاقات خلال فترة الاستقلال انتعاشا ملموسا، وذلك بعد فترة الجمود التي عرفتها انطلاقا من سنة 1919 وتجسد هذا الانتعاش من خلال عودة التمثيل الدبلوماسي بين البلدين، ويعتبر فان دريش أول سفير ألماني بالمغرب وذلك في 26 مارس 1956، كما سجلت هذه المرحلة توقيع العديد من الاتفاقيات ما بين البلدين. وكان الحدث السياسي البارز خلال هذه المرحلة هو الزيارة الملكية في 5 شعبان 1385 الموافق 29 نونبر 1965 إلى العاصمة الألمانية بون.

## الهجرة
عقدت ألمانيا مع المغرب أول اتفاقية تتعلق باليد العاملة في 21 ماي 1963 تشمل مجال التشغيل والتوظيف، وقد جاءت هذه المبادرة الألمانية في إطار المنافسة مع فرنسا على جلب القوة البشرية المغربية، حيث عملت ألمانيا ابتداء من سنة 1973 على إقامة لجنة دائمة في الدار البيضاء. انطلاقا من هذه الاتفاقية يمكن القول أنها كانت موجهة أساسا نحو استقطاب العمالة المغربية، وهي تشبه في مضمونها معظم المعاهدات والاتفاقيات المبرمة مع دول الإتحاد الأوربي.

## البعثات الدبلوماسية
لذا ألمانيا سفارات في الرباط في المغرب والقنصليات في أكادير والدار البيضاء. من ناحية أخرى، يتوفر المغرب على سفارة في الألمانيا في برلين و 5 قنصليات في كل من بريمن، دوسلدورف، فرانكفورت، كاسل وميونخ.

## وصلات خارجية
- ألمانيا والمغرب: تاريخ طويل من التعاون والتبادل التجاري
- العلاقات المغربية - الألمانية ما بين 1912 و 1966 : نموذج لعلاقات التعاون شمال-جنوب